# Agaal

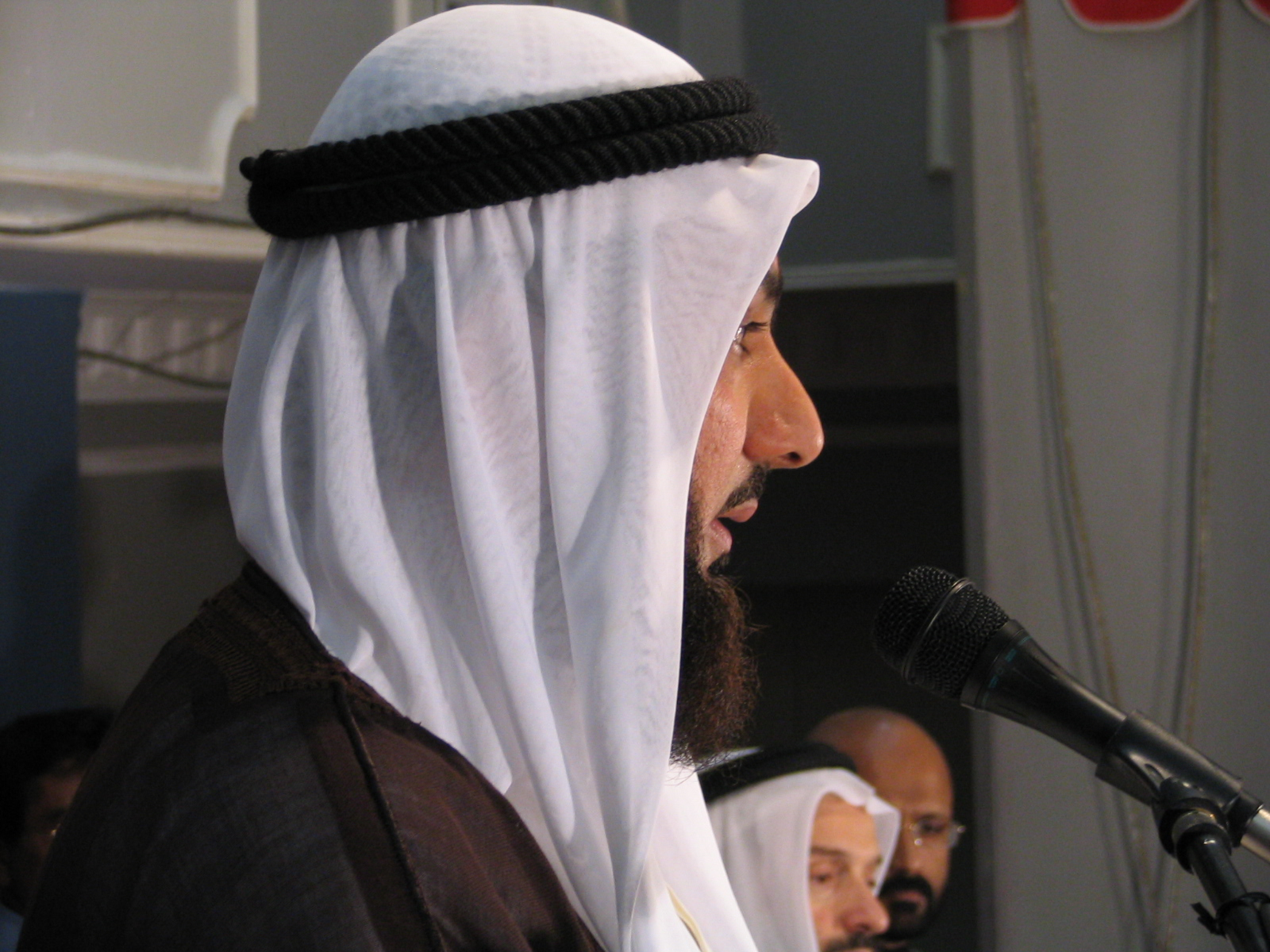
Een Bahreiner draagt een agaal om zijn hoofd

De agaal (Arabisch: عقال, ‘aqāl) is een accessoire dat meestal gedragen wordt door Arabische mannen.
Het is een zwarte band of koord die gebruikt wordt om de keffiyeh om het hoofd van de drager te houden. 